# Aeródromo de Linares
El Aeródromo de Linares se encuentra en la provincia de Jaén, España.

## Características
Está situado a 480 m de altitud (38º 07' 59" N, 3º 38' 35" O) en el término municipal jienense de Linares. Su código OACI es LELI. La longitud de la pista de tierra es de unos 260 m y orientación 10/28. Es un aeródromo privado destinado a la aviación general, vuelo sin motor y aviación ultraligera.